# Beausemblant
Beausemblant este o comună în departamentul Drôme din sud-estul Franței. În 2009 avea o populație de 1.291 de locuitori.

## Evoluția populației
| An        | 1975 | 1982 | 1990 | 1999 | 2006  | 2009  |
| --------- | ---- | ---- | ---- | ---- | ----- | ----- |
| Populație | 649  | 762  | 813  | 984  | 1.246 | 1.291 |